# Garelli Capri
Der Garelli Capri 50 und der Garelli LX 50 waren Motorroller des italienischen Herstellers Garelli, die zwischen 2006 und 2008 produziert wurden. Die Modelle wurde unter der Leitung von Paolo Berlusconi entwickelt und in China gefertigt, wobei sie über das ehemalige Garelli-Werk in Italien vertrieben wurden. Alle Varianten hatten ein stufenloses Getriebe und waren für den Einsatz im städtischen Raum entworfen.

## Technische Daten
| Merkmal               | Garelli Capri 50 / LX 50          |
| --------------------- | --------------------------------- |
| Produktionszeitraum   | 2006–2008                         |
| Motortyp              | Einzylinder-Viertakt, luftgekühlt |
| Hubraum               | 49,5 cm³                          |
| Leistung              | 2,2 kW (3 PS) bei 6000/min        |
| Drehmoment            | 3 Nm bei 4500/min                 |
| Getriebe              | Automatik                         |
| Antrieb               | Riemenantrieb                     |
| Bremse vorne          | Scheibenbremse (Ø 155 mm)         |
| Bremse hinten         | Trommelbremse                     |
| Radstand              | 1210 mm                           |
| Maße (L×B×H)          | 1670 mm × 740 mm × 1100 mm        |
| Sitzhöhe              | 770 mm                            |
| Leergewicht           | 77 kg                             |
| Höchstgeschwindigkeit | ca. 45 km/h                       |
| Tankinhalt            | 5,5 Liter                         |